# Temporada 2024 del Campeonato Brasileño de Fórmula Truck

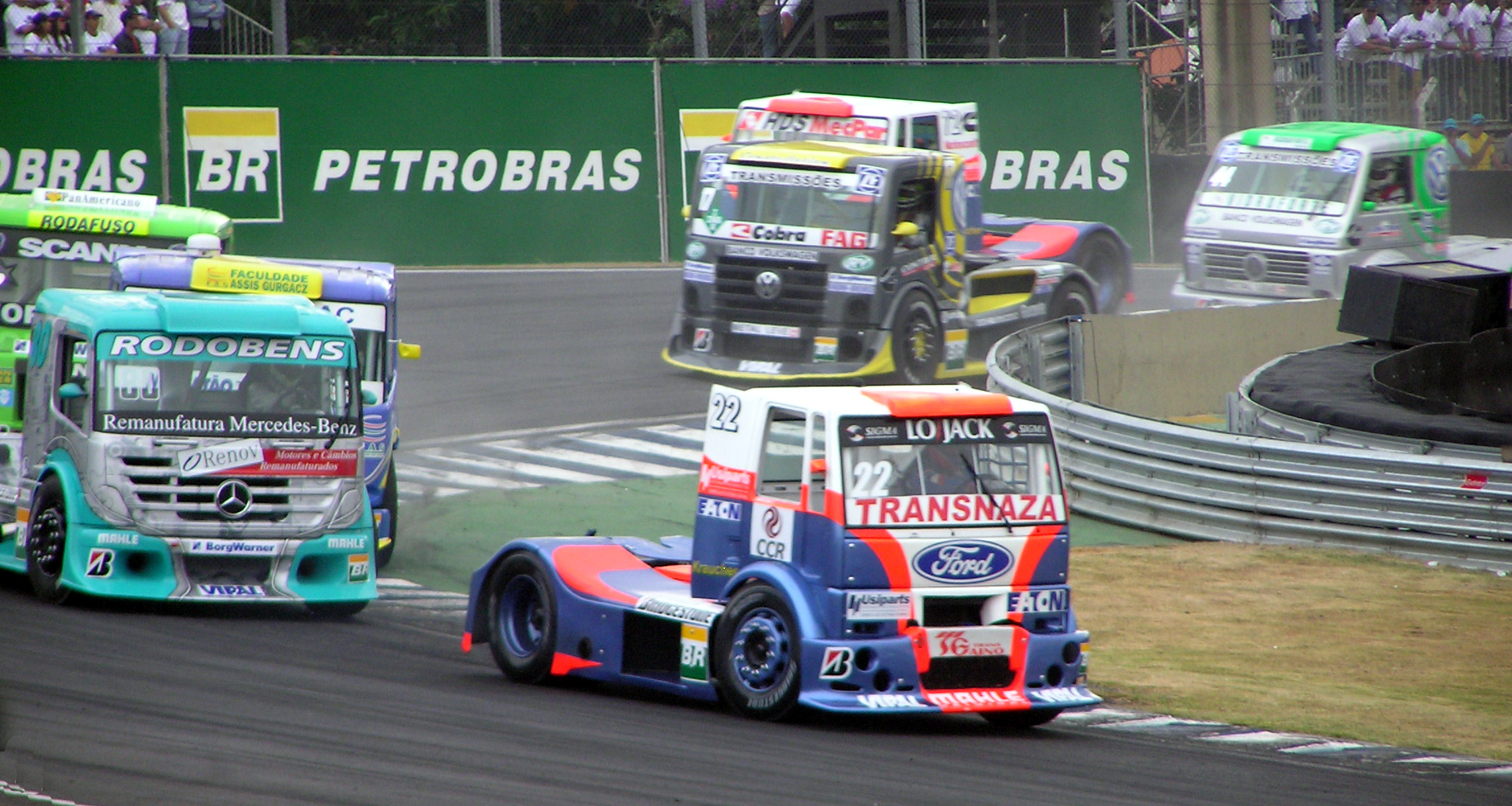
Carrera de Fórmula Truck.

La temporada 2024 del Campeonato Brasileño de Fórmula Truck es la 25.ª edición del Fórmula Truck desde que este iniciara en 1996.
La Fórmula Truck es un campeonato de carreras de camiones que se disputó en Brasil desde 1996 y hasta 2017. Fue uno de los dos campeonato de automovilismos más populares de Brasil, junto con el Stock Car Brasil, con transmisión oficial por el canal de televisión abierta Rede Bandeirantes (para Brasil) y por el Canal F1 Latin America, (para Hispanoamérica y Caribe). Al igual que el Campeonato de Europa de Camiones, la Fórmula Truck ha contado con equipo oficiales a lo largo de su historia. También compitió en otros países como Argentina y Uruguay en su incursión como campeonato sudamericano.
En 2017 y con el campeonato ya en marcha, la crisis financiera diezmó la cantidad de participantes en grilla, por lo que los directivos determinaron cerrar prematuramente la temporada. Los problemas tuvieron su inicio en la apertura de la temporada, cuando varios equipos y pilotos de gran renombre como Felipe Giaffone, Leandro Totti, Djalma Fogaça, Beto Monteiro y David Muffato dejaron la categoría en descontento con la dirigencia de la misma, creando un campeonato paralelo denominado Copa Truck.
Nuevo modelo
El presidente y promotor de la Fórmula Truck, Gilberto Hidalgo, explicó que este nuevo modelo presenta dos categorías con diferencias técnicas entre las camionetas. En la GT Truck, los motores se gestionan electrónicamente y tienen un límite de potencia de 800 hp más un 10%; mientras que en la Fórmula Truck, las camionetas compiten con motores accionados por una bomba de inyección mecánica y una potencia permitida de 700 hp más un 10%.
Hidalgo enfatizó que la potencia del motor está limitada por el reglamento, pero tanto los motores electrónicos como los mecánicos tienen la capacidad técnica de ajustarse hasta 1200 hp. Esta limitación, explicó, se debe a factores como una mayor durabilidad en las carreras y menores costos para pilotos y equipos.
Confianza y Crecimiento en 2022 y 2023
La Fórmula Truck comenzó la temporada 2023 confiada en un crecimiento continuo y en superar los objetivos, tal como sucedió en 2022. El año pasado, la categoría comenzó el campeonato con 18 camiones en la parrilla de salida y terminó con 31.
Él y toda la organización esperan una temporada 2023 muy ajetreada, con un mayor número de camiones en la pista y una asistencia garantizada en las gradas.
Desde su creación a mediados de los 90, la Fórmula Truck se ha destacado como una categoría de automovilismo extremadamente popular. Con este regreso a la pista, el evento buscaba recuperar y mantener la imagen que convirtió las carreras de camiones en un fenómeno en Brasil.

## Equipos y pilotos
| Equipo                      | Constructor   | Neu | No. | Piloto                     | Etapas          |
| --------------------------- | ------------- | --- | --- | -------------------------- | --------------- |
| Impacto Race                | Scania        | P   | 023 | Jorge Maurício Ribeiro     | Todas           |
| Impacto Race                | Scania        | P   | 201 | Thiago Mânica              | 2 y 4-10        |
| Bendo Competições           | Mercedes-Benz | P   | 03  | Álvaro Bendo               | Todas           |
| Bendo Competições           | Mercedes-Benz | P   | 06  | Túlio Bendo                | Todas           |
| Bendo Competições           | Scania        | P   | 265 | Douglas Baesso Colett      | Todas           |
| Berton Racing               | Scania        | P   | 25  | Daril Amaral               | 3-5 7 y 9       |
| Berton Racing               | Scania        | P   | 15  | Camilo Daniel Lovato       | 4-6 y 8-10      |
| Barramacher Motorsport      | Volvo         | P   | 08  | Leonardo Barramacher       | Todas           |
| Barramacher Motorsport      | Ford          | P   | 41  | João Lemos                 | 8               |
| Muffatão Racing Team        | Scania        | P   | 20  | Pedro Muffato              | Todas           |
| Garagem Racing              | DAF           | P   | 33  | João Santa Helena          | Todas           |
| Garagem Racing              | Volkswagen    | P   | 82  | Fabricio Rossatto          | Todas           |
| BS Competições              | Mercedes-Benz | P   | 013 | Alex Vieira "Peixeiro"     | Todas           |
| BS Competições              | Mercedes-Benz | P   | 51  | Sandro Pinheiro            | 1, 3-4 y 6-10   |
| Agostini Racing             | Mercedes-Benz | P   | 97  | Rogério Agostini "Taio"    | 1-7 y 10        |
| Agostini Racing             | Mercedes-Benz | P   | 44  | Valdinei Vieira "Baté"     | 1-2, 4-6 y 9-10 |
| Galli Motorsport            | Volkswagen    | P   | 121 | Geraldo Alves "Galli"      | 1-2 y 4-5       |
| Galli Motorsport            | Volkswagen    | P   | 38  | Gustavo Mânica             | Todas           |
| AMG Competições             | Volvo         | P   | 31  | Max Nunes                  | 4-8             |
| AMG Competições             | Volvo         | P   | 0   | Rodrigo Gomes              | 3-4             |
| Grupo NVS                   | Ford          | P   | 34  | Robson Pitta               | 6-7             |
| Grupo NVS                   | Ford          | P   | 35  | Ricardo Schüster           | 1               |
| Prisma Motorsport           | Ford          | P   | 377 | Carlos "Duda" Conci        | Todas           |
| Prisma Motorsport           | Ford          | P   | 46  | Robson Portaluppi          | 1 y 3-10        |
| Macarrão Truck Racing       | Volvo         | P   | 02  | Felipe Fráguas             | 1-4 y 6-8       |
| Dreams Racing Truck - DRT   | Scania        | P   | 76  | Rafael Fleck               | Todas           |
| Dreams Racing Truck - DRT   | Scania        | P   | 444 | Marcelo Bonato             | 2-3             |
| Central Trucks              | Scania        | P   | 94  | Brayan Ruan                | 3-10            |
| Central Trucks              | Scania        | P   | 95  | William Gomes              | 7               |
| Zetti Racing                | Volkswagen    | P   | 67  | Lázaro Donizete "Zetti"    | Todas           |
| Zetti Racing                | Volkswagen    | P   | 42  | Róbson Trevizol "Manivela" | 1-8 y 10        |
| MKT Engineering             | Scania        | P   | 78  | Márcio Rosa                | 3 y 9           |
| MKT Engineering             | Scania        | P   | 79  | Samir Garcia               | 1               |
| Energet Racing              | Scania        | P   | 88  | Cleber Fonseca             | 1-2 y 4         |
| Energet Racing              | Scania        | P   | 2   | Gabriel Rodrigo            | 1 y 6           |
| Mevania Racing              | Scania        | P   | 16  | Gabi Rampon                | 1 y 4-10        |
| Mevania Racing              | Scania        | P   | 21  | Paulo Rampom               | Todas           |
| Mevania Racing              | Scania        | P   | 22  | Márcio Rampom              | Todas           |
| 113 Limestone Brasil Racing | Scania        | P   | 14  | Márcio Limestone           | 3-4 y 6-10      |
| JB Competições              | Volvo         | P   | 100 | Lisarb Benato              | 1-2             |
| JB Competições              | Volvo         | P   | 1   | Ignácio Dobboletta         | 1               |
| Mottin Racing               | Volvo         | P   | 64  | João Helder Mottin         | 1, 3 y 6-7      |
| Mottin Racing               | Volvo         | P   | 05  | Gilmar Antônio Mottin      | 1 ,3-7 y 9-10   |
| Mottin Racing               | Scania        | P   | 17  | Adriano Rocha "Zoinho"     | 3 y 6-10        |
| Mottin Racing               | Mercedes-Benz | P   | 600 | Ricardo Ançay              | 3-10            |
| Fontanella Racing           | Scania        | P   | 40  | Éverton Fontanella         | Todas           |
| Fontanella Racing           | Scania        | P   | 04  | Ramiris Fontanella         | 3-8 y 10        |
| Scuderia 111                | Scania        | P   | 7   | Cristiano Lemos            | 1-2 y 4         |
| Scuderia 111                | Scania        | P   | 89  | Wágner Goldner             | 5               |
| Cascavel Diesel Racing      | Mercedes-Benz | P   | 970 | Edivan Monteiro            | Todas           |
| Retibam Racing              | Mercedes-Benz | P   | 45  | Douglas Torres             | 1-7 y 9-10      |
| Retibam Racing              | Mercedes-Benz | P   | 268 | Tiago Bellaver             | Todas           |
| Bieffe Racing Team          | Mercedes-Benz | P   | 50  | Fabrício Berton            | 4-7 y 9         |
| Bieffe Racing Team          | Scania        | P   | 69  | Alisson Vinicius Nurnberg  | 1 y 3-10        |
| Tavares Group               | Scania        | P   | 503 | Nilton Jacobsen            | 4-6 y 8-10      |
| Tavares Group               | Scania        | P   | 509 | Geovani Ferreira Tavares   | 1, 3-5 y 7-10   |
| Scuderia Branco             | MAN           | P   | 10  | Christian Branco           | 6, 8 y 10       |
| Scuderia Branco             | MAN           | P   | 11  | Rodrigo Branco             | 1 y 4           |
| Spark Performance           | Volkswagen    | P   | 19  | Gabriel Saccomanno         | 1-2, 5-7 y 9-10 |
| Bossini Racing Team         | Renault       | P   | 13  | Pastor Maldonado           | 1 y 5           |
| Bossini Racing Team         | Renault       | P   | 99  | Marcelo Covolan            | 8 y 10          |
| Trovão Racing               | Volvo         | P   | 52  | José Rigueiro "Zé Trovão"  | 5               |

## Resultados

### Geral
| Ronda | Circuito                           | Fecha            | Pole Position      | Vuelta rápida      | Piloto ganador     | Equipo ganador            | Constructor | Ref.   |
| ----- | ---------------------------------- | ---------------- | ------------------ | ------------------ | ------------------ | ------------------------- | ----------- | ------ |
| 1     | Grande Prêmio de São Paulo         | 3 de marzo       | Rogério Agostini   | Márcio Rampon      | Pedro Muffato      | Muffatão Racing Team      | Scania      | [ 12 ] |
| 2     | Gran Premio del Uruguay            | 24 de marzo      | Túlio Bendo        | João Santa Helena  | João Santa Helena  | Garagem Racing            | DAF         | [ 14 ] |
| 3     | Grande Prêmio de Guaporé           | 21 de abril      | Pedro Muffato      | Alex Vieira        | Pedro Muffato      | Muffatão Racing Team      | Scania      | [ 15 ] |
| 4     | Grande Prêmio de Cascavel          | 2 de junio       | Pedro Muffato      | Pedro Muffato      | Pedro Muffato      | Muffatão Racing Team      | Scania      | [ 16 ] |
| 5     | Grande Prêmio de Campo Grande      | 30 de junio      | Pedro Muffato      | Pedro Muffato      | Éverton Fontanella | Fontanella Racing         | Scania      | [ 17 ] |
| 6     | Grande Prêmio de Londrina          | 4 de agosto      | Ramiris Fontanella | Nilton Jacobsen    | João Santa Helena  | Garagem Racing            | DAF         | [ 18 ] |
| 7     | Grande Prêmio do Rio Grande do Sul | 29 de septiembre | Rogério Agostini   | Rogério Agostini   | Rafael Fleck       | Dreams Racing Truck - DRT | Scania      | [ 19 ] |
| 8     | Gran Premio del Rivera             | 13 de octubre    | Rafael Fleck       | Ramiris Fontanella | Rafael Fleck       | Dreams Racing Truck - DRT | Scania      | [ 20 ] |
| 9     | Grande Prêmio de Viamão            | 10 de noviembre  | Pedro Muffato      | Rafael Fleck       | Pedro Muffato      | Muffatão Racing Team      | Scania      | [ 21 ] |
| 10    | Grande Prêmio do Paraná            | 1 de diciembre   | Rafael Fleck       | Rafael Fleck       | Rafael Fleck       | Dreams Racing Truck - DRT | Scania      | [ 22 ] |

## Calificación general

### Categoría Geral
| Pos. | Rider                      | SPO | URU | CAS | GUA | CGR | LON | RGS | RIV | VIA | PAR | Pts. |
| ---- | -------------------------- | --- | --- | --- | --- | --- | --- | --- | --- | --- | --- | ---- |
| 1    | Rafael Fleck               | Ret | 15  | 2   | 2   | 4   | 6   | 1   | 1   | 4   | 1   | 620  |
| 2    | Pedro Muffato              | 1   | 2   | 1   | 1   | 23  | Ret | 2   | 4   | 1   | 3   | 533  |
| 3    | Túlio Bendo                | 21  | DSQ | 3   | 3   | 3   | 3   | 4   | NC  | 2   | 2   | 521  |
| 4    | Alex Vieira "Peixeiro"     | 6   | 8   | 14  | 21  | 10  | 10  | 10  | 3   | 3   | 9   | 506  |
| 5    | João Santa Helena          | 2   | 1   | NC  | 26  | 25  | 1   | 12  | 8   | 23  | 6   | 498  |
| 6    | Álvaro Bendo               | 4   | 4   | 4   | 27  | NC  | NC  | 7   | 5   | 8   | 10  | 468  |
| 7    | Jorginho Feio              | 3   | 5   | 5   | 7   | 6   | Ret | 18  | 15  | 13  | 17  | 437  |
| 8    | Éverton Fontanella         | 20  | 6   | 6   | 5   | 1   | 19  | 30  | 26  | 14  | 14  | 414  |
| 9    | Douglas Collet             | AT  | 9   | NL  | 33  | 5   | 9   | 3   | 7   | DSQ | 4   | 392  |
| 10   | Márcio Rampon              | Ret | 7   | 8   | 10  | 20  | 8   | DSQ | 13  | 9   | 5   | 382  |
| 11   | Duda Conci                 | 17  | 16  | 23  | Ret | Ret | 11  | 5   | 11  | 6   | 8   | 328  |
| 12   | Alisson Nurnberg           | 10  |     | 9   | 12  | 11  | 16  | 13  | 6   | 22  | 19  | 319  |
| 13   | Ramiris Fontanella         |     |     | 20  | 4   | 27  | 2   | Ret | 2   |     | 23  | 300  |
| 14   | Fabrício Rossatto          | 18  | NC  | Ret | 18  | 7   | 7   | 26  | 10  | DSQ | 7   | 277  |
| 15   | Thiago Mânica              |     | 12  |     | 24  | 12  | 13  | 6   | 21  | 16  | 11  | 258  |
| 16   | Giovani Tavares            | 23  |     | 17  | 16  | 2   |     | 8   | 14  | NC  | 21  | 245  |
| 17   | Rogério "Taio" Agostini    | 7   | Ret | 18  | 15  | DNS | 4   | 11  |     |     | Ret | 217  |
| 18   | Léo Barramacher            | NC  | INF | 12  | 9   | 14  | 17  | 21  | DSQ | 7   | Ret | 206  |
| 19   | Edivan Monteiro            | INF | 11  | INF | 14  | 9   | 15  | 14  | 18  | 5   | 12  | 187  |
| 20   | Douglas Torres             | 5   | 3   | Ret | 22  | Ret | Ret | Ret |     | Ret | Ret | 168  |
| 21   | Ricardo Ançay              |     |     | 13  | 19  | INF | 5   | 29  | NC  | 21  | 15  | 168  |
| 22   | Gilmar Mottin              | 11  |     | 11  | 30  | 26  | 18  | 17  |     | Ret | DNS | 142  |
| 23   | Gabi Rampon                | 15  |     |     | 29  | 24  | 25  | 15  | 25  | 20  | 16  | 141  |
| 24   | Nilton Jacobsen            |     |     |     | Ret | 8   | 12  |     | Ret | 11  | DSQ | 130  |
| 25   | Gustavo Mânica             | DSQ | DSQ | NA  | 31  | 16  | 14  | DSQ | 17  | 15  | 13  | 128  |
| 26   | João Helder Mottin         | 9   |     | 10  |     |     | 21  | 25  |     |     |     | 126  |
| 27   | Rodrigo Gomes              |     |     | 7   | 6   |     |     |     |     |     |     | 125  |
| 28   | Róbson Trevizol "Manivela" | Ret | NC  | 19  | 23  | AT  | 26  | 23  | 12  |     | 18  | 120  |
| 29   | Sandro Pinheiro            | 25  |     | 15  | 13  |     | NC  | 24  | 24  | 17  | DSQ | 120  |
| 30   | Tiago Bellaver             | NPQ | DNS | AN  | 17  | DSQ | DSQ | 9   | Ret | 12  | 25  | 117  |
| 31   | Lázaro Zetti               | Ret | DNS | NC  | 11  | 17  | 28  | Ret | 22  | Ret | INF | 90   |
| 32   | Valdinei Baté              | 22  | Ret |     | 20  | NC  | 24  |     |     | 19  | 22  | 84   |
| 33   | Daniel Lovato              |     |     |     | Ret | 13  | 20  |     | 16  | Ret | 26  | 80   |
| 34   | Geraldo Galli              | 8   | DNS |     | 35  | 19  |     |     |     |     |     | 78   |
| 35   | Cristiano Lemos            | 19  | 10  |     | 32  |     |     |     |     |     |     | 71   |
| 36   | Paulinho Rampon            | 16  | 14  | Ret | 8   | NC  | Ret | Ret | 9   | INF | 24  | 68   |
| 37   | Robson Portaluppi          | 13  |     | DNF | NL  | Ret | 27  | 16  | Ret | DNF | Ret | 64   |
| 38   | Gabriel Saccomanno         | DSQ | DSQ |     |     | DSQ | DSQ | 22  |     | 10  | Ret | 63   |
| 39   | Brayan Ruan                |     |     | 21  | Ret | 15  | Ret | Ret | 19  | DNS | Wth | 57   |
| 40   | Fabrício Berton            |     |     |     | 34  | 18  | 29  | 20  |     | Ret |     | 54   |
| 41   | Adriano Rocha "Zoinho"     |     |     | 22  |     |     | 23  | Ret | Ret | WD  | 20  | 52   |
| 42   | Márcio Limestone           |     |     | 16  | 28  |     | INF | DSQ | 20  | Ret | Ret | 51   |
| 43   | Daril Amaral               |     |     | INF | NC  | 22  |     | 27  |     | 18  |     | 50   |
| 44   | Rogério Max Nunes          |     |     |     | 25  | 21  | Ret | 19  | Ret |     |     | 49   |
| 45   | Ricardo Schüster           | 12  |     |     |     |     |     |     |     |     |     | 35   |
| 46   | Christian Branco           |     |     |     |     |     | 22  |     | 23  |     | Ret | 35   |
| 47   | Felipe Fráguas             | Ret | 13  | Ret | NC  |     | Ret | DSQ | Ret |     |     | 30   |
| 48   | Gabriel Rodrigo            | 14  |     |     |     |     | DNQ |     |     |     |     | 25   |
| 49   | Rodrigo Branco             | 24  |     |     | INF |     |     |     |     |     |     | 16   |
| 50   | Cléber Fonseca             | 26  | Ret |     | Ret |     |     |     |     |     |     | 14   |
| 51   | William Gomes              |     |     |     |     |     |     | 28  |     |     |     | 12   |
| 52   | Robson Pitta               |     |     |     |     |     | Ret | Ret |     |     |     | 0    |
| 53   | Márcio Rosa                |     |     | Ret |     |     |     |     |     | Ret |     | 0    |
| 54   | Pastor Maldonado           | Ret |     |     |     | NE  |     |     |     |     |     | 0    |
| 55   | Lisarb Benato              | Ret | DSQ |     |     |     |     |     |     |     |     | 0    |
| 56   | Marcelo Bonato             |     | DSQ | Ret |     |     |     |     |     |     |     | 0    |
| 57   | Zé Trovão                  |     |     |     |     | Ret |     |     |     |     |     | 0    |
| 58   | Wágner Goldner             |     |     |     |     | Ret |     |     |     |     |     | 0    |
| 59   | Ignácio Dobboletta         | NL  |     |     |     |     |     |     |     |     |     | 0    |
| 60   | Samir Garcia               | Les |     |     |     |     |     |     |     |     |     | 0    |
| 61   | Marcelo Covolan            |     |     |     |     |     |     |     |     |     | NC  | 0    |
| 62   | João Lemos                 |     |     |     |     |     |     |     | DNQ |     |     | 0    |
| Pos. | Rider                      | SPO | URU | CAS | GUA | CGR | LON | RGS | RIV | VIA | PAR | Pts. |

| Color     | Resultado                                                               |
| --------- | ----------------------------------------------------------------------- |
| Oro       | Ganador                                                                 |
| Plata     | 2.ª plaza                                                               |
| Bronce    | 3.ª plaza                                                               |
| Verde     | Finalizó en los puntos                                                  |
| Azul      | Finalizó sin puntos                                                     |
| Azul      | NC - No clasificado                                                     |
| Violeta   | Ret - No terminó (Carrera)                                              |
| Rojo      | DNQ - No se clasificó                                                   |
| Negro     | DSQ - Descalificado                                                     |
| Blanco    | DNS - No empezó (carrera)                                               |
| Blanco    | WD - Retirado (fin de semana)                                           |
| Blanco    | C - Carrera cancelada                                                   |
| Sin color | DNP - Inscrito pero no participó                                        |
| Sin color | INJ - Lesionado                                                         |
| Sin color | EX - Excluido                                                           |
| Estado    | Resultado                                                               |
| Negrita   | Pole position                                                           |
| Cursiva   | Vuelta rápida                                                           |
| †         | Abandona, pero clasifica al completar el porcentaje requerido para ello |

### Constructores
| Pos. | Rider         | SPO | URU | CAS | GUA | CGR | LON | RGS | RIV | VIA | PAR | Pts. |
| ---- | ------------- | --- | --- | --- | --- | --- | --- | --- | --- | --- | --- | ---- |
| 1    | Scania        | 1   | 2   | 1   | 1   | 1   | 2   | 1   | 1   | 1   | 1   | 1020 |
| 2    | Mercedes-Benz | 4   | 3   | 3   | 3   | 3   | 3   | 4   | 3   | 2   | 2   | 810  |
| 3    | DAF           | 2   | 1   | NC  | 26  | 25  | 1   | 12  | 8   | 23  | 6   | 501  |
| 4    | Volkswagen    | 8   | NC  | 19  | 11  | 7   | 7   | 26  | 10  | 15  | 7   | 380  |
| 5    | Ford          | 12  | 16  | 23  | Ret | Ret | 11  | 5   | 11  | 6   | 8   | 346  |
| 6    | Volvo         | 9   | INF | 7   | 6   | 14  | 17  | 17  | Ret | 7   | Ret | 307  |
| 7    | MAN           | 24  |     |     | INF |     | 22  |     | 23  |     | Ret | 51   |
| 8    | Renault       | Ret |     |     |     | NE  |     |     |     |     | NC  | 0    |
| Pos. | Rider         | SPO | URU | CAS | GUA | CGR | LON | RGS | RIV | VIA | PAR | Pts. |

### Categoría GT-Electrónica
| Pos. | Rider                      | SPO | URU | CAS | GUA | CGR | LON | RGS | RIV | VIA | PAR | Pts. |
| ---- | -------------------------- | --- | --- | --- | --- | --- | --- | --- | --- | --- | --- | ---- |
| 1    | Rafael Fleck               | Ret | 10  | 2   | 2   | 3   | 5   | 1   | 1   | 4   | 1   | 620  |
| 2    | Pedro Muffato              | 1   | 2   | 1   | 1   | 15  | Ret | 2   | 4   | 1   | 3   | 533  |
| 3    | Túlio Bendo                | 15  | DSQ | 3   | 3   | 2   | 3   | 3   | NC  | 2   | 2   | 525  |
| 4    | Alex Vieira "Peixeiro"     | 6   | 7   | 12  | 17  | 7   | 6   | 5   | 3   | 3   | 5   | 415  |
| 5    | Éverton Fontanella         | 14  | 6   | 6   | 5   | 1   | 11  | 19  | 16  | 10  | 8   | 364  |
| 6    | Alisson Nurnberg           | 10  |     | 8   | 11  | 8   | 9   | 8   | 6   | 15  | 12  | 343  |
| 7    | Jorginho Feio              | 3   | 5   | 5   | 7   | 4   | Ret | 11  | 10  | 9   | 10  | 340  |
| 8    | Edivan Monteiro            | INF | 8   | INF | 13  | 6   | 8   | 9   | 11  | 5   | 7   | 315  |
| 9    | Álvaro Bendo               | 4   | 4   | 4   | 21  | NC  | NC  | 4   | 5   | 7   | 6   | 314  |
| 10   | Ramiris Fontanella         |     |     | 17  | 4   | 17  | 2   | Ret | 2   |     | 15  | 301  |
| 11   | Léo Barramacher            | NC  | INF | 10  | 9   | 9   | 10  | 13  | DSQ | 6   | Ret | 240  |
| 12   | João Santa Helena          | 2   | 1   | NC  | 20  | 16  | 1   | 7   | 7   | 16  | 4   | 213  |
| 13   | Paulinho Rampon            | 13  | 9   | Ret | 8   | NC  | Ret | Ret | 8   | INF | 16  | 190  |
| 14   | Nilton Jacobsen            |     |     |     |     | 5   | 7   |     | Ret | 8   | DSQ | 180  |
| 15   | Rogério "Taio" Agostini    | 7   | Ret | 15  | 14  | DNS | 4   | 6   |     |     | Ret | 175  |
| 16   | Sandro Pinheiro            | 18  |     | 13  | 12  |     | NC  | 15  | 15  | 11  | DSQ | 173  |
| 17   | Douglas Torres             | 5   | 3   | Ret | 18  | Ret | Ret | Ret |     | Ret | Ret | 169  |
| 18   | Lázaro Zetti               | Ret | DNS | NC  | 10  | 11  | 17  | Ret | 14  | Ret | INF | 158  |
| 19   | Róbson Trevizol "Manivela" | Ret | NC  | 16  | 19  | AT  | 15  | 14  | 9   |     | 11  | 137  |
| 20   | Ricardo Ançay              |     |     | 11  | 15  | INF |     | 18  | NC  | 14  | 9   | 131  |
| 21   | Rodrigo Gomes              |     |     | 7   | 6   |     |     |     |     |     |     | 125  |
| 22   | João Helder Mottin         | 9   |     | 9   |     |     | 12  | 16  |     |     |     | 106  |
| 23   | Geraldo Galli              | 8   | DNS |     | 24  | 13  |     |     |     |     |     | 101  |
| 24   | Brayan Ruan                |     |     | 18  | Ret | 10  | Ret | Ret | 12  | DNS | Wth | 99   |
| 25   | Fabrício Berton            |     |     |     | 23  | 12  | 18  | 12  |     | Ret |     | 92   |
| 26   | Daril Amaral               |     |     | INF | NC  | 14  |     | 17  |     | 12  |     | 85   |
| 27   | Valdinei Baté              | 16  | Ret |     | 16  | NC  | 14  |     |     | 13  | 14  | 76   |
| 28   | Márcio Limestone           |     |     | 14  | 22  |     | INF | DSQ | 13  | Ret | Ret | 75   |
| 29   | Adriano Rocha "Zoinho"     |     |     | 19  |     |     | 13  | Ret | Ret | WD  | 13  | 72   |
| 30   | Robson Portaluppi          | 11  |     | DNF | NL  | Ret | 16  | 10  | Ret | DNF | Ret | 66   |
| 31   | Gabriel Rodrigo            | 12  |     |     |     |     | DNQ |     |     |     |     | 35   |
| 32   | Rodrigo Branco             | 17  |     |     | INF |     |     |     |     |     |     | 20   |
| 33   | Robson Pitta               |     |     |     |     |     | Ret | Ret |     |     |     | 0    |
| 34   | Pastor Maldonado           | Ret |     |     |     | NE  |     |     |     |     |     | 0    |
| 35   | Lisarb Benato              | Ret | DSQ |     |     |     |     |     |     |     |     | 0    |
| 36   | Marcelo Bonato             |     | DSQ | Ret |     |     |     |     |     |     |     | 0    |
| 37   | Wágner Goldner             |     |     |     |     | Ret |     |     |     |     |     | 0    |
| 38   | Ignácio Dobboletta         | NL  |     |     |     |     |     |     |     |     |     | 0    |
| Pos. | Rider                      | SPO | URU | CAS | GUA | CGR | LON | RGS | RIV | VIA | PAR | Pts. |

| Color     | Resultado                                                               |
| --------- | ----------------------------------------------------------------------- |
| Oro       | Ganador                                                                 |
| Plata     | 2.ª plaza                                                               |
| Bronce    | 3.ª plaza                                                               |
| Verde     | Finalizó en los puntos                                                  |
| Azul      | Finalizó sin puntos                                                     |
| Azul      | NC - No clasificado                                                     |
| Violeta   | Ret - No terminó (Carrera)                                              |
| Rojo      | DNQ - No se clasificó                                                   |
| Negro     | DSQ - Descalificado                                                     |
| Blanco    | DNS - No empezó (carrera)                                               |
| Blanco    | WD - Retirado (fin de semana)                                           |
| Blanco    | C - Carrera cancelada                                                   |
| Sin color | DNP - Inscrito pero no participó                                        |
| Sin color | INJ - Lesionado                                                         |
| Sin color | EX - Excluido                                                           |
| Estado    | Resultado                                                               |
| Negrita   | Pole position                                                           |
| Cursiva   | Vuelta rápida                                                           |
| †         | Abandona, pero clasifica al completar el porcentaje requerido para ello |

### Constructores
| Pos. | Rider         | SPO | URU | CAS | GUA | CGR | LON | RGS | RIV | VIA | PAR | Pts. |
| ---- | ------------- | --- | --- | --- | --- | --- | --- | --- | --- | --- | --- | ---- |
| 1    | Scania        | 1   | 2   | 1   | 1   | 1   | 2   | 1   | 1   | 1   | 1   | 1020 |
| 2    | Mercedes-Benz | 6   | 7   | 12  | 13  | 6   | 6   | 5   | 3   | 3   | 5   | 625  |
| 3    | DAF           | 2   | 1   | NC  | 20  | 16  | 1   | 7   | 7   | 16  | 4   | 554  |
| 4    | Volvo         | 9   | INF | 7   | 6   | 9   | 10  | 13  | DSQ | 6   | Ret | 365  |
| 5    | Volkswagen    | 8   | NC  | 16  | 10  | 11  | 15  | 14  | 9   | Ret | 11  | 299  |
| 6    | Ford          | 11  |     | DNF | NL  | Ret | 16  | 10  | Ret | DNF | Ret | 106  |
| 7    | MAN           | 17  |     |     | INF |     |     |     |     |     |     | 20   |
| 8    | Renault       | Ret |     |     |     | NE  |     |     |     |     |     | 0    |
| Pos. | Rider         | SPO | URU | CAS | GUA | CGR | LON | RGS | RIV | VIA | PAR | Pts. |

### Categoría FT-Bomba Injetora
| Pos. | Rider              | SPO | URU | CAS | GUA | CGR | LON | RGS | RIV | VIA | PAR | Pts. |
| ---- | ------------------ | --- | --- | --- | --- | --- | --- | --- | --- | --- | --- | ---- |
| 1    | Márcio Rampon      | Ret | 1   | 1   | 1   | 7   | 3   | DSQ | 4   | 2   | 2   | 525  |
| 2    | Giovani Tavares    | 7   |     | 3   | 2   | 1   | 1   | 4   | 5   | NC  | 8   | 465  |
| 3    | Douglas Collet     | AT  | 2   | NL  | 11  | 2   | 4   | 1   | 1   | DSQ | 1   | 440  |
| 4    | Duda Conci         | 4   | 6   | 4   | Ret | Ret | 5   | 2   | 3   | 1   | 4   | 440  |
| 5    | Thiago Manica      |     | 4   |     | 5   | 4   | 6   | 3   | 8   | 6   | 5   | 410  |
| 6    | Fabrício Rossatto  | 5   | NC  | Ret | 4   | 3   | 2   | 10  | 2   | DSQ | 3   | 335  |
| 7    | Gabi Rampon        | 3   |     |     | 7   | 9   | 11  | 6   | 10  | 7   | 7   | 320  |
| 8    | Gustavo Manica     | DSQ | DSQ | NA  | 9   | 6   | 7   | DSQ | 7   | 5   | 6   | 305  |
| 9    | Gilmar Mottin      | 1   |     | 2   | 8   | 10  | 8   | 7   |     | Ret | DNS | 260  |
| 10   | Tiago Bellaver     | NPQ | DNS | AN  | 3   | DSQ | DSQ | 5   | Ret | 4   | 9   | 230  |
| 11   | Daniel Lovato      |     |     |     | Ret | 5   | 9   |     | 6   | Ret | 10  | 185  |
| 12   | Rogério Max Nunes  |     |     |     | 6   | 8   | Ret | 8   | Ret |     |     | 120  |
| 13   | Christian Branco   |     |     |     |     |     | 10  |     | 9   |     | Ret | 105  |
| 14   | Cristiano Lemos    | 6   | 3   |     | 10  |     |     |     |     |     |     | 95   |
| 15   | Ricardo Schüster   | 2   |     |     |     |     |     |     |     |     |     | 90   |
| 16   | Gabriel Saccomanno | DSQ | DSQ |     |     | DSQ | DSQ | 9   |     | 3   | Ret | 75   |
| 17   | Felipe Fráguas     | Ret | 5   | Ret | NC  |     | Ret | DSQ | Ret |     |     | 70   |
| 18   | Cléber Fonseca     | 8   | Ret |     | Ret |     |     |     |     |     |     | 55   |
| 19   | William Gomes      |     |     |     |     |     |     | 11  |     |     |     | 40   |
| 20   | Márcio Rosa        |     |     | Ret |     |     |     |     |     | Ret |     | 0    |
| 21   | Zé Trovão          |     |     |     |     | Ret |     |     |     |     |     | 0    |
| 22   | Samir Garcia       | Les |     |     |     |     |     |     |     |     |     | 0    |
| 23   | Marcelo Covolan    |     |     |     |     |     |     |     | DNS |     | NC  | 0    |
| 24   | João Lemos         |     |     |     |     |     |     |     | DNQ |     |     | 0    |
| Pos. | Rider              | SPO | URU | CAS | GUA | CGR | LON | RGS | RIV | VIA | PAR | Pts. |

| Color     | Resultado                                                               |
| --------- | ----------------------------------------------------------------------- |
| Oro       | Ganador                                                                 |
| Plata     | 2.ª plaza                                                               |
| Bronce    | 3.ª plaza                                                               |
| Verde     | Finalizó en los puntos                                                  |
| Azul      | Finalizó sin puntos                                                     |
| Azul      | NC - No clasificado                                                     |
| Violeta   | Ret - No terminó (Carrera)                                              |
| Rojo      | DNQ - No se clasificó                                                   |
| Negro     | DSQ - Descalificado                                                     |
| Blanco    | DNS - No empezó (carrera)                                               |
| Blanco    | WD - Retirado (fin de semana)                                           |
| Blanco    | C - Carrera cancelada                                                   |
| Sin color | DNP - Inscrito pero no participó                                        |
| Sin color | INJ - Lesionado                                                         |
| Sin color | EX - Excluido                                                           |
| Estado    | Resultado                                                               |
| Negrita   | Pole position                                                           |
| Cursiva   | Vuelta rápida                                                           |
| †         | Abandona, pero clasifica al completar el porcentaje requerido para ello |

### Constructores
| Pos. | Rider         | SPO | URU | CAS | GUA | CGR | LON | RGS | RIV | VIA | PAR | Pts. |
| ---- | ------------- | --- | --- | --- | --- | --- | --- | --- | --- | --- | --- | ---- |
| 1    | Scania        | 3   | 1   | 1   | 1   | 1   | 1   | 1   | 1   | 2   | 1   | 1010 |
| 2    | Ford          | 2   | 6   | 4   | Ret | Ret | 5   | 2   | 3   | 1   | 4   | 650  |
| 3    | Volkswagen    | 5   | NC  | Ret | 4   | 3   | 2   | 9   | 2   | 3   | 3   | 615  |
| 4    | Volvo         | 1   | 5   | 2   | 6   | 8   | 8   | 7   | Ret | Ret | DNS | 500  |
| 5    | Mercedes-Benz | NPQ | DNS | AN  | 3   | DSQ | DSQ | 5   | Ret | 4   | 9   | 275  |
| 6    | MAN           |     |     |     |     |     | 10  |     | 9   |     | Ret | 95   |
| 7    | Renault       |     |     |     |     |     |     |     |     |     | NC  | 0    |
| Pos. | Rider         | SPO | URU | CAS | GUA | CGR | LON | RGS | RIV | VIA | PAR | Pts. |

### Copa Mercosul
| Pos. | Rider                      | SPO | URU | CAS | GUA | CGR | LON | RGS | RIV | Pts. |
| ---- | -------------------------- | --- | --- | --- | --- | --- | --- | --- | --- | ---- |
| 1    | Rafael Fleck               | Ret | 15  | 2   | 2   | 4   | 6   | 1   | 1   | 660  |
| 2    | Pedro Muffato              | 1   | 2   | 1   | 1   | 23  | Ret | 2   | 4   | 613  |
| 3    | João Santa Helena          | 2   | 1   | NC  | 26  | 25  | 1   | 12  | 8   | 535  |
| 4    | Túlio Bendo                | 21  | DSQ | 3   | 3   | 3   | 3   | 4   | NC  | 535  |
| 5    | Jorginho Feio              | 3   | 5   | 5   | 7   | 6   | Ret | 18  | 15  | 532  |
| 6    | Alex Vieira "Peixeiro"     | 6   | 8   | 14  | 21  | 10  | 10  | 10  | 3   | 525  |
| 7    | Éverton Fontanella         | 20  | 6   | 6   | 5   | 1   | 19  | 30  | 26  | 483  |
| 8    | Álvaro Bendo               | 4   | 4   | 4   | 27  | NC  | NC  | 7   | 5   | 475  |
| 9    | Douglas Collet             | AT  | 9   | NL  | 33  | 5   | 9   | 3   | 7   | 435  |
| 10   | Alisson Nurnberg           | 10  |     | 9   | 12  | 11  | 16  | 13  | 6   | 426  |
| 11   | Márcio Rampon              | Ret | 7   | 8   | 10  | 20  | 8   | DSQ | 13  | 365  |
| 12   | Ramiris Fontanella         |     |     | 20  | 4   | 27  | 2   | Ret | 2   | 355  |
| 13   | Giovani Tavares            | 23  |     | 17  | 16  | 2   |     | 8   | 14  | 331  |
| 14   | Fabrício Rossatto          | 18  | NC  | Ret | 18  | 7   | 7   | 26  | 10  | 323  |
| 15   | Rogério "Taio" Agostini    | 7   | Ret | 18  | 15  | DNS | 4   | 11  |     | 317  |
| 16   | Duda Conci                 | 17  | 16  | 23  | Ret | Ret | 11  | 5   | 11  | 311  |
| 17   | Edivan Monteiro            | INF | 11  | INF | 14  | 9   | 15  | 14  | 18  | 302  |
| 18   | Thiago Mânica              |     | 12  |     | 24  | 12  | 13  | 6   | 21  | 285  |
| 19   | Gilmar Mottin              | 11  |     | 11  | 30  | 26  | 18  | 17  |     | 239  |
| 20   | Léo Barramacher            | NC  | INF | 12  | 9   | 14  | 17  | 21  | DSQ | 235  |
| 21   | Paulinho Rampon            | 16  | 14  | Ret | 8   | NC  | Ret | Ret | 9   | 231  |
| 22   | Douglas Torres             | 5   | 3   | Ret | 22  | Ret | Ret | Ret |     | 215  |
| 23   | Ricardo Ançay              |     |     | 13  | 19  | INF | 5   | 29  | NC  | 198  |
| 24   | João Helder Mottin         | 9   |     | 10  |     |     | 21  | 25  |     | 175  |
| 25   | Gabi Rampon                | 15  |     |     | 29  | 24  | 25  | 15  | 25  | 166  |
| 26   | Rodrigo Gomes              |     |     | 7   | 6   |     |     |     |     | 165  |
| 27   | Róbson Trevizol "Manivela" | Ret | NC  | 19  | 23  | AT  | 26  | 23  | 12  | 158  |
| 28   | Sandro Pinheiro            | 25  |     | 15  | 13  |     | NC  | 24  | 24  | 153  |
| 29   | Gustavo Mânica             | DSQ | DSQ | NA  | 31  | 16  | 14  | DSQ | 17  | 146  |
| 30   | Lázaro Zetti               | Ret | DNS | NC  | 11  | 17  | 28  | Ret | 22  | 140  |
| 31   | Geraldo Galli              | 8   | DNS |     | 35  | 19  |     |     |     | 133  |
| 32   | Nilton Jacobsen            |     |     |     | Ret | 8   | 12  |     | Ret | 130  |
| 33   | Cristiano Lemos            | 19  | 10  |     | 32  |     |     |     |     | 123  |
| 34   | Márcio Limestone           |     |     | 16  | 28  |     | INF | DSQ | 20  | 121  |
| 35   | Daniel Lovato              |     |     |     | Ret | 13  | 20  |     | 16  | 111  |
| 36   | Robson Portaluppi          | 13  |     | DNF | NL  | Ret | 27  | 16  | Ret | 111  |
| 37   | Tiago Bellaver             | NPQ | DNS | AN  | 17  | DSQ | DSQ | 9   | Ret | 110  |
| 38   | Brayan Ruan                |     |     | 21  | Ret | 15  | Ret | Ret | 19  | 101  |
| 39   | Fabrício Berton            |     |     |     | 34  | 18  | 29  | 20  |     | 99   |
| 40   | Rogério Max Nunes          |     |     |     | 25  | 21  | Ret | 19  | Ret | 78   |
| 41   | Ricardo Schüster           | 12  |     |     |     |     |     |     |     | 60   |
| 42   | Valdinei Baté              | 22  | Ret |     | 20  | NC  | 24  |     |     | 60   |
| 43   | Felipe Fráguas             | Ret | 13  | Ret | NC  |     | Ret | DSQ | Ret | 50   |
| 44   | Gabriel Rodrigo            | 14  |     |     |     |     | DNQ |     |     | 45   |
| 45   | Adriano Rocha "Zoinho"     |     |     | 22  |     |     | 23  | Ret | Ret | 40   |
| 46   | Christian Branco           |     |     |     |     |     | 22  |     | 23  | 40   |
| 47   | Daril Amaral               |     |     | INF | NC  | 22  |     | 27  |     | 40   |
| 48   | Gabriel Saccomanno         | DSQ | DSQ |     |     | DSQ | DSQ | 22  |     | 20   |
| 49   | Rodrigo Branco             | 24  |     |     | INF |     |     |     |     | 20   |
| 50   | Cléber Fonseca             | 26  | Ret |     | Ret |     |     |     |     | 20   |
| 51   | William Gomes              |     |     |     |     |     |     | 28  |     | 20   |
| 52   | Robson Pitta               |     |     |     |     |     | Ret | Ret |     | 0    |
| 53   | Márcio Rosa                |     |     | Ret |     |     |     |     |     | 0    |
| 54   | Pastor Maldonado           | Ret |     |     |     | NE  |     |     |     | 0    |
| 55   | Lisarb Benato              | Ret | DSQ |     |     |     |     |     |     | 0    |
| 56   | Marcelo Bonato             |     | DSQ | Ret |     |     |     |     |     | 0    |
| 57   | Zé Trovão                  |     |     |     |     | Ret |     |     |     | 0    |
| 58   | Wágner Goldner             |     |     |     |     | Ret |     |     |     | 0    |
| 59   | Ignácio Dobboletta         | NL  |     |     |     |     |     |     |     | 0    |
| 60   | Samir Garcia               | Les |     |     |     |     |     |     |     | 0    |
| 61   | Marcelo Covolan            |     |     |     |     |     |     |     | DNS | 0    |
| 62   | João Lemos                 |     |     |     |     |     |     |     | DNQ | 0    |
| Pos. | Rider                      | SPO | URU | CAS | GUA | CGR | LON | RGS | RIV | Pts. |

| Color     | Resultado                                                               |
| --------- | ----------------------------------------------------------------------- |
| Oro       | Ganador                                                                 |
| Plata     | 2.ª plaza                                                               |
| Bronce    | 3.ª plaza                                                               |
| Verde     | Finalizó en los puntos                                                  |
| Azul      | Finalizó sin puntos                                                     |
| Azul      | NC - No clasificado                                                     |
| Violeta   | Ret - No terminó (Carrera)                                              |
| Rojo      | DNQ - No se clasificó                                                   |
| Negro     | DSQ - Descalificado                                                     |
| Blanco    | DNS - No empezó (carrera)                                               |
| Blanco    | WD - Retirado (fin de semana)                                           |
| Blanco    | C - Carrera cancelada                                                   |
| Sin color | DNP - Inscrito pero no participó                                        |
| Sin color | INJ - Lesionado                                                         |
| Sin color | EX - Excluido                                                           |
| Estado    | Resultado                                                               |
| Negrita   | Pole position                                                           |
| Cursiva   | Vuelta rápida                                                           |
| †         | Abandona, pero clasifica al completar el porcentaje requerido para ello |

### Constructores
| Pos. | Rider         | SPO | URU | CAS | GUA | CGR | LON | RGS | RIV | Pts. |
| ---- | ------------- | --- | --- | --- | --- | --- | --- | --- | --- | ---- |
| 1    | Scania        | 1   | 2   | 1   | 1   | 1   | 2   | 1   | 1   | 970  |
| 2    | Mercedes-Benz | 4   | 3   | 3   | 3   | 3   | 3   | 4   | 3   | 820  |
| 3    | DAF           | 2   | 1   | NC  | 26  | 25  | 1   | 12  | 8   | 535  |
| 4    | Volkswagen    | 8   | NC  | 19  | 11  | 7   | 7   | 26  | 10  | 418  |
| 5    | Volvo         | 9   | INF | 7   | 6   | 14  | 17  | 17  | Ret | 360  |
| 6    | Ford          | 12  | 16  | 23  | Ret | Ret | 11  | 5   | 11  | 331  |
| 7    | MAN           | 24  |     |     | INF |     | 22  |     | 23  | 60   |
| 8    | Renault       | Ret |     |     |     | NE  |     |     |     | 0    |
| Pos. | Rider         | SPO | URU | CAS | GUA | CGR | LON | RGS | RIV | Pts. |

### Sistema de puntuaciones
Es lícito descartar los tres peores resultados de la temporada.
| Puntuación | 1°  | 2°  | 3°  | 4° | 5° | 6° | 7° | 8° | 9° | 10° | 11° | 12° | 13° | 14° | 15° | 16° | 17° | 18° | 19° | Otras posiciones |
| ---------- | --- | --- | --- | -- | -- | -- | -- | -- | -- | --- | --- | --- | --- | --- | --- | --- | --- | --- | --- | ---------------- |
| Carrera    | 125 | 110 | 105 | 95 | 90 | 85 | 80 | 75 | 70 | 65  | 60  | 55  | 50  | 45  | 43  | 41  | 40  | 39  | 38  | 20               |

### Enlace a resultados
Aquí encontrarás todos los resultados de las carreras.
| Link                              |
| --------------------------------- |
| https://racehero.io/orgs/cronobox |

## Cobertura televisiva
Las Carreras de lo Campeonato Brasileño de Superbikes se transmiten por Televisión por Cable incluyendo: ESPN, Fox Sports, Movistar+, CBS Sports y NBC Sports. 

### Cobertura en Brasil
| Transmissão | Transmissão                        |
| ----------- | ---------------------------------- |
| RedeTV      | Narração: Fernando Zanella         |
| RedeTV      | Narração: Gilmar Pessutto          |
| RedeTV      | Comentários: Luiz Gromowski        |
| RedeTV      | Comentários: Paulo Roberto Cavalli |

| Transmissão | Transmissão                   |
| ----------- | ----------------------------- |
| YouTube     | Narração: Octávio Muniz       |
| YouTube     | Narração: Thiago Fabris       |
| YouTube     | Comentários: Ivar Castagnetti |
| YouTube     | Comentários: Henrique Gava    |

### Otros países
- Colombia: RCN Televisión y RCN HD2
- Portugal: Sport TV
- Reino Unido: BT Sport
- Canadá: Sportsnet
- España: Movistar+
- Hispanoamérica: ESPN y Star+

### Enlaces de transmisión
| Internet (Global) |
| ----------------- |
| YouTube           |
| Motorsport.tv     |
| Facebook          |
| Zoome             |
| Catve.com         |
| Auto Videos       |
| Twitch            |